# 彼得·诺德尔
彼得·诺德尔（英語：Peter Nordell，1966年8月30日—），美国男子赛艇运动员。他曾代表美国参加1988年夏季奥林匹克运动会赛艇比赛，获得男子八人单桨有舵手铜牌。